# WTA Tour Championships 2004 - Singolare
Il singolare del WTA Tour Championships 2004 è stato un torneo di tennis facente parte del WTA Tour 2004.
Kim Clijsters era la detentrice del titolo, ma quest'anno non si è qualificata.
Marija Šarapova ha battuto in finale Serena Williams con il punteggio di 4–6, 6–2, 6–4.

## Seeds
1. Lindsay Davenport (round robin)
2. Amélie Mauresmo (semifinali)
3. Anastasija Myskina (semifinali)
4. Svetlana Kuznecova (round robin)

1. Elena Dement'eva (round robin)
2. Marija Šarapova (campionessa)
3. Serena Williams (finale)
4. Vera Zvonarëva (round robin)

Note:
- Justine Henin-Hardenne si era qualificata, ma non ha partecipato a causa del citomegalovirus.

## Tabellone

### Legenda
| - Q = Qualificato - WC = Wild card - LL = Lucky loser | - ALT = Alternate - SE = Special Exempt - PR = Protected Ranking | - w/o = Walkover - r = Ritirato - d = Squalificato |

### Finali
|  | Semifinali | Semifinali         | Semifinali | Semifinali | Semifinali |  |  | Finale | Finale          | Finale | Finale | Finale |  |
|  |            |                    |            |            |            |  |  |        |                 |        |        |        |  |
|  | 6          | Marija Šarapova    | 2          | 6          | 6          |  |  |        |                 |        |        |        |  |
|  | 3          | Anastasija Myskina | 6          | 2          | 2          |  |  | 6      | Marija Šarapova | 4      | 6      | 6      |  |
|  | 7          | Serena Williams    | 4          | 7          | 6          |  |  | 7      | Serena Williams | 6      | 2      | 4      |  |
|  | 2          | Amélie Mauresmo    | 6          | 6          | 4          |  |  |        |                 |        |        |        |  |

### Gruppo Nero
|   |                    | Mauresmo | Kuznecova | Šarapova | Zvonarëva | RR W–L | Set W–L | Game W–L | Posizione |
| 2 | Amélie Mauresmo    |          | 6–3, 6–2  | 7–5, 6–4 | 6–0, 6–1  | 3–0    | 6–0     |          | 1         |
| 4 | Svetlana Kuznecova | 3–6, 2–6 |           | 1–6, 4–6 | 6–2, 6–4  | 1–2    | 2–4     |          | 3         |
| 6 | Marija Šarapova    | 5–7, 4–6 | 6–1, 6–4  |          | 6–4, 7–5  | 2–1    | 4–2     |          | 2         |
| 8 | Vera Zvonarëva     | 0–6, 1–6 | 2–6, 4–6  | 4–6, 5–7 |           | 0–3    | 0–6     |          | 4         |

La classifica viene stilata in base ai seguenti criteri: 1) Numero di vittorie; 2) Numero di partite giocate; 3) Scontri diretti (in caso di due giocatori pari merito ); 4) Percentuale di set vinti o di games vinti (in caso di tre giocatori pari merito ); 5) Decisione della commissione.

### Gruppo rosso
|   |                    | Davenport     | Myskina       | Dement'eva  | Williams      | RR W–L | Set W–L | Game W–L | Posizione |
| 1 | Lindsay Davenport  |               | 6(5)–7, 4–6   | 6–0, 6–1    | 3–6, 7–5, 6–1 | 2–1    | 4–3     |          | 3         |
| 3 | Anastasija Myskina | 7–6(5), 6–4   |               | 6–3, 6–3    | 6–4, 3–6, 4–6 | 2–1    | 5–2     |          | 1         |
| 5 | Elena Dement'eva   | 0–6, 1–6      | 3–6, 3–6      |             | 6(3)–7, 5–7   | 0–3    | 0–6     |          | 4         |
| 7 | Serena Williams    | 6–3, 5–7, 1–6 | 4–6, 6–3, 6–4 | 7–6(3), 7–5 |               | 2–1    | 5–3     |          | 2         |

La classifica viene stilata in base ai seguenti criteri: 1) Numero di vittorie; 2) Numero di partite giocate; 3) Scontri diretti (in caso di due giocatori pari merito ); 4) Percentuale di set vinti o di games vinti (in caso di tre giocatori pari merito ); 5) Decisione della commissione.